# 陶元庆
陶元庆（1893年8月14日—1929年8月6日），浙江绍兴人。字璇卿，笔名元青，菊心等。中国近代画家。自幼喜好绘画。初学工笔画，善花草及仕女。后学西画，尤擅长书籍装帧。与许钦文相友善。曾任上海立达学园艺术科主任、国立艺术院图案系教授。

## 生平
受母親潘氏影響，兒時學習繡花，描摹繡花圖樣。
1919年7月，考入紹興省立第五師範。1923年，進入上海《時報》館，為《小時報》設計刊頭圖案。後辭職，向陳抱一學習油畫。
1924年，经许钦文介绍，在北京结识鲁迅，为《苦闷的象征》设计封面。曾为鲁迅画像，并为鲁迅著作《坟》、《彷徨》、《朝花夕拾》、《唐宋传奇集》等设计绘画封面。
1925年3月19日，在北京舉行個人展覽《陶元慶氏西洋繪畫展覽會》。8月，前往台州省立第六中學任教。
1926年下半年，任教於上海立達學園美術科。1927年12月18日，參加《立達學園美術院西畫系第二屆繪畫展覽會》。選取八幅作品，由北新書局於1928年5月出版畫冊。
1928年夏，立達學園美術科停辦。1928年秋，被聘为杭州国立艺术院图案系教授。
1929年8月6日，因患傷寒在杭州病故，葬於杭州西湖玉泉。

## 遺產
故後，魯迅捐助喪葬費三百元，在西湖邊修建墓地「元慶園」，由豐子愷提字。許欽文又在石塔兒頭蓮花涼亭修建「元慶紀念堂」保管展示其作品。抗戰中，留在元慶紀念堂的陶元慶畫作全部散失。
1958年3月，浙江省人民委員會公布第二批文保單位名錄，將陶元慶墓列為三等文保單位。1958年10月，大躍進運動中，西湖風景區開展「環境綠化突擊運動」，陶元慶墓被平毀。

## 畫作

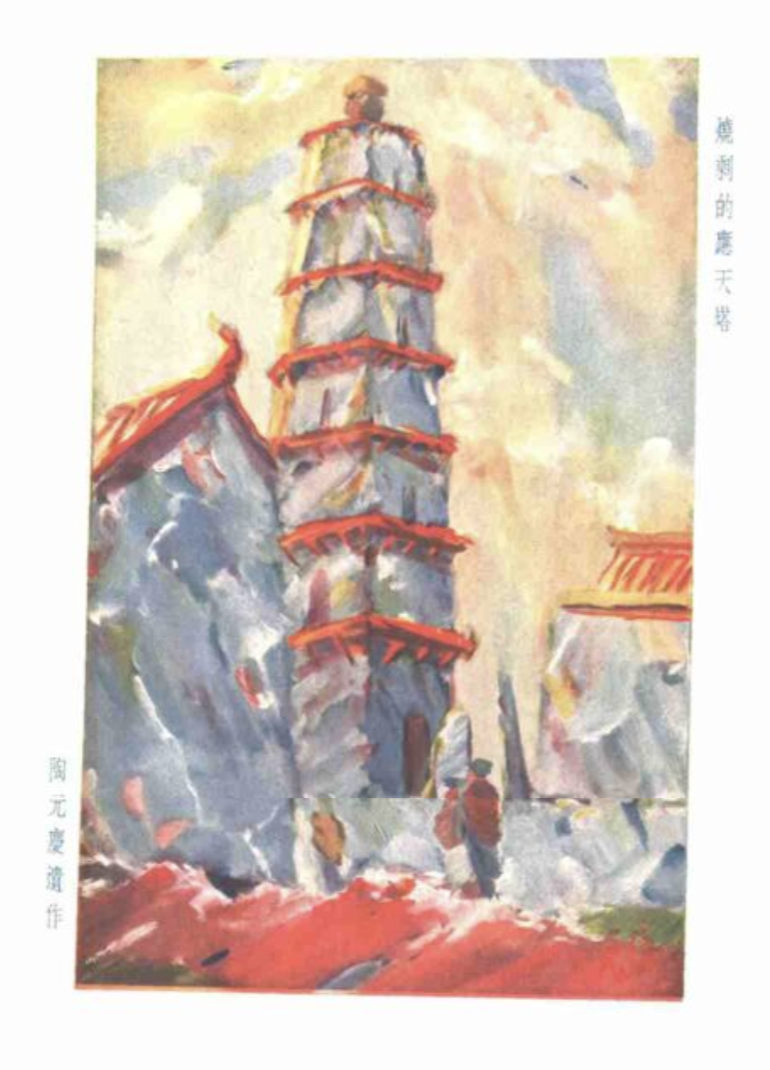
《燒剩的應天塔》(1923)
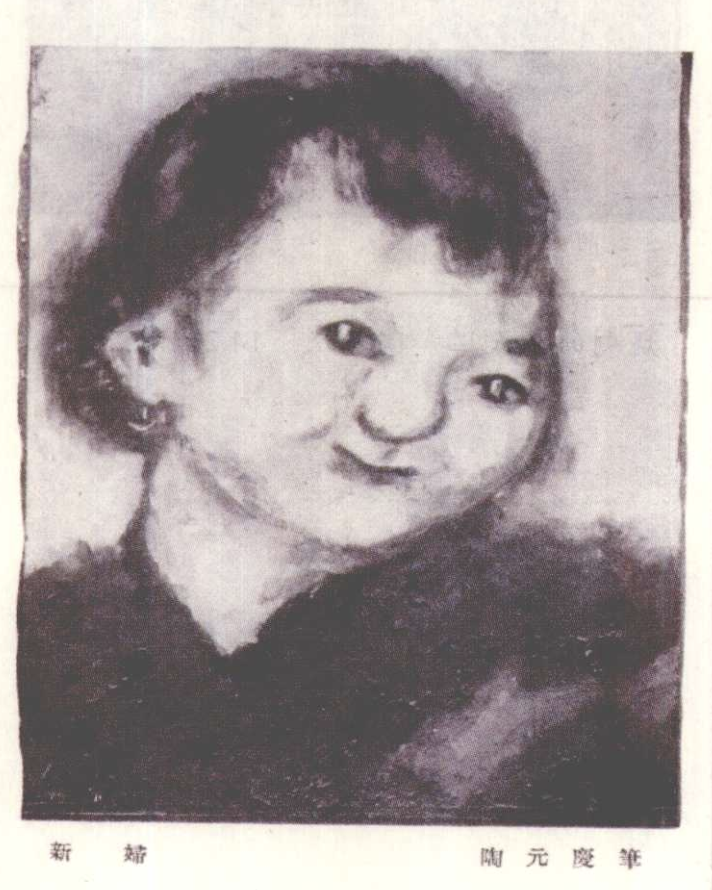
《新婦》(1924)
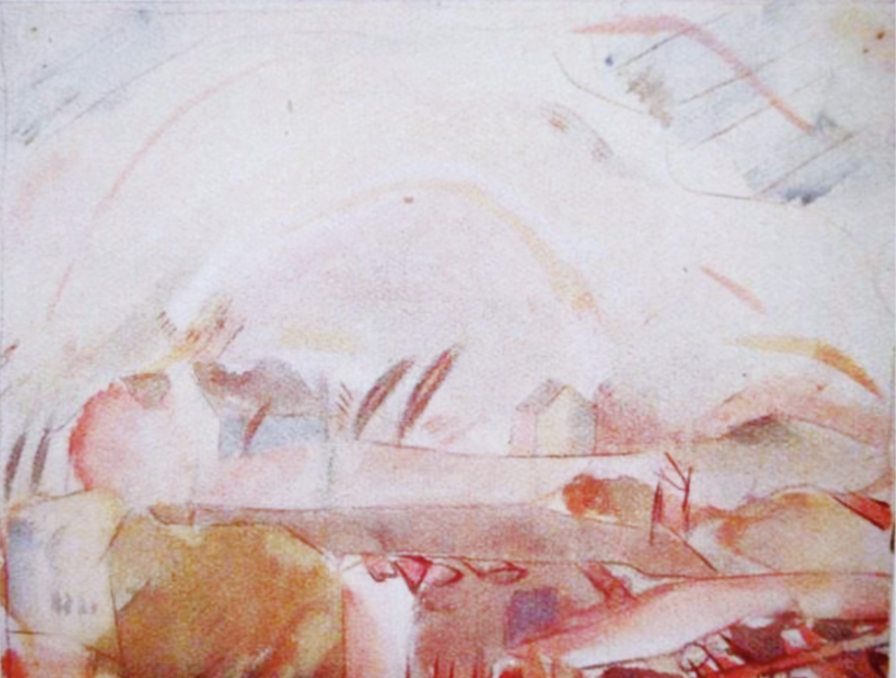
《一瞥》(1924)
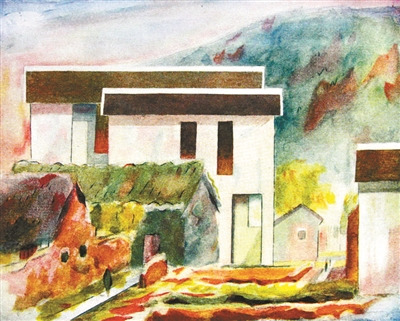
《村》(1925)
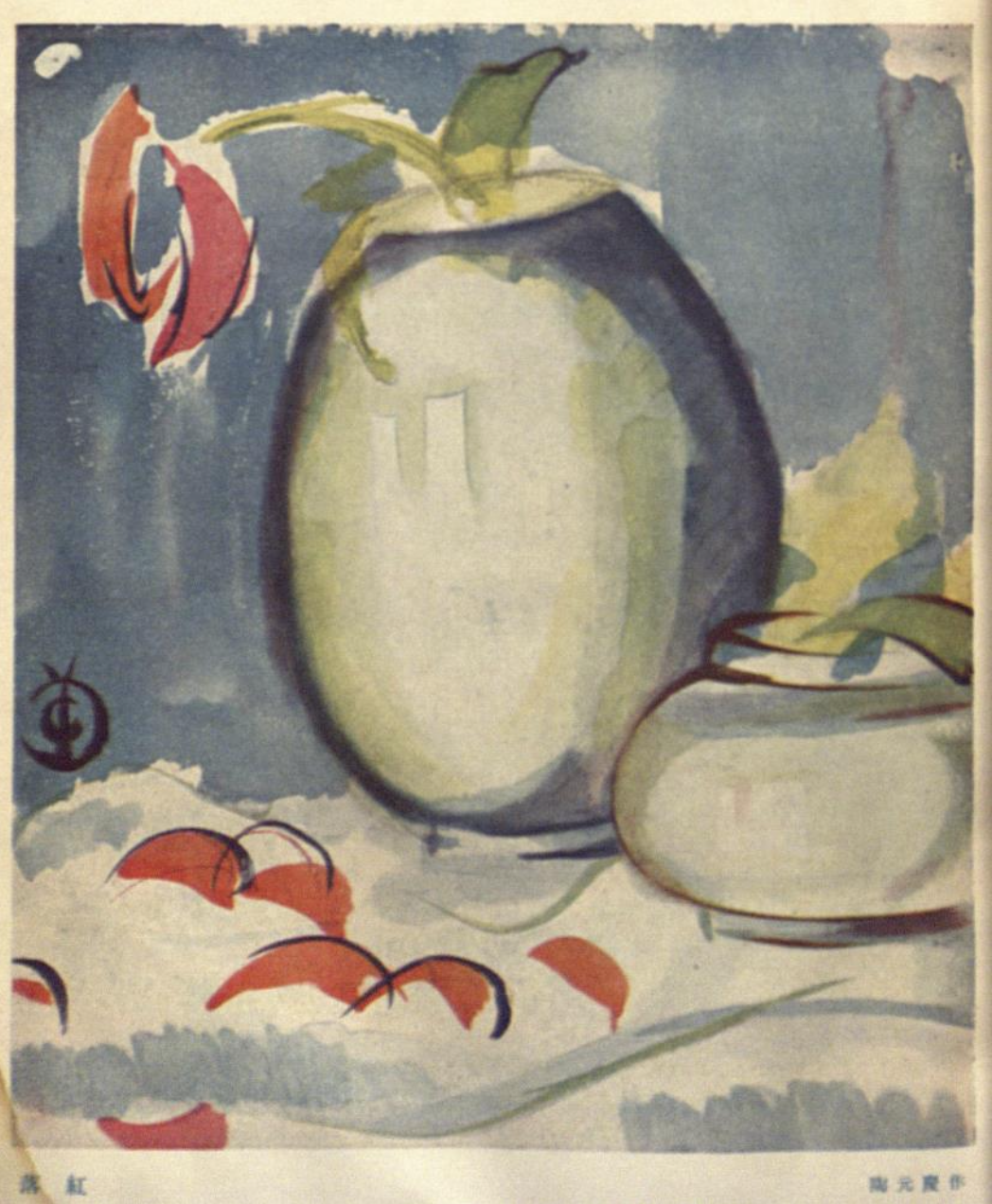
《落紅》(1927)
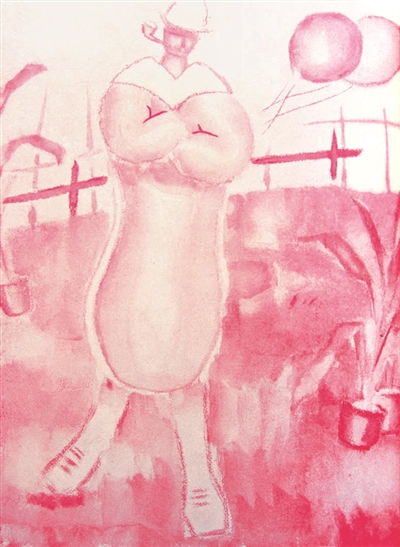
《賣輕氣球者》(1927)
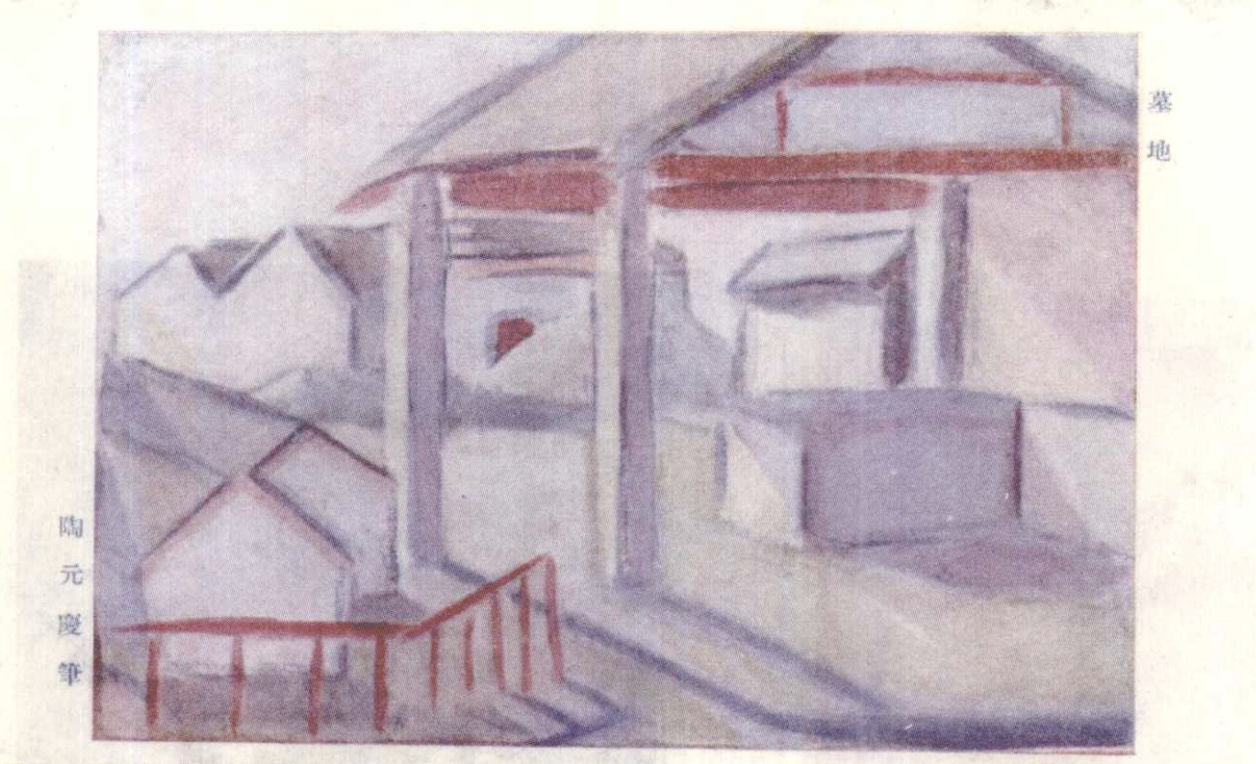
《墓地》
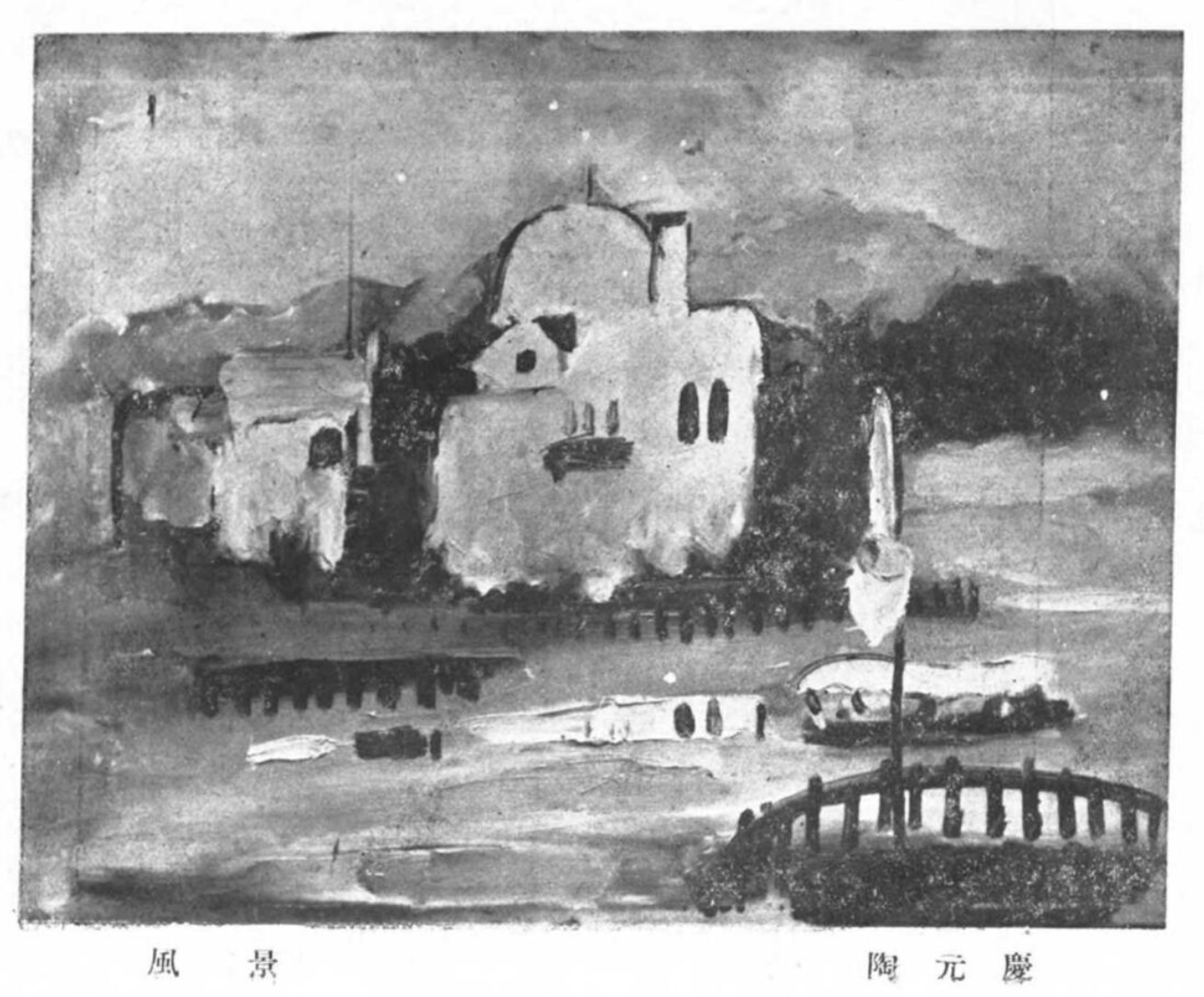
《風景》